# Pentaceraster alveolatus
Pentaceraster alveolatus är en sjöstjärneart som först beskrevs av Perrier 1875.  Pentaceraster alveolatus ingår i släktet Pentaceraster och familjen Oreasteridae.
Artens utbredningsområde är Nya Kaledonien. Inga underarter finns listade i Catalogue of Life.